# ゲオルギ1世テルテル
ゲオルギ1世テルテル（ブルガリア語: Георги I Тертер、? - 1308年/09年）は、第二次ブルガリア帝国の皇帝（ツァール、在位：1280年 - 1292年）。
ゲオルギ・テルテルはイヴァイロ、イヴァン・アセン3世ら彼の前に即位した皇帝たちと異なり、10年以上にわたって帝位を保つことはできたが、地方の封建勢力（デスポト）や首都タルノヴォの政敵を抑制することはできなかった。国内にはデスポトが割拠しており、ゲオルギは皇帝というよりも「デスポトたちの中の有力者」という立場に置かれていた。
また、王権の弱体化により、帝国の外交、外国の攻撃やモンゴルの侵入への対策も制限を受ける。ゲオルギ在位中のブルガリアはトラキア地方をビザンツ帝国（東ローマ帝国）に奪われ、マケドニアの領地はビザンツとセルビアによって分割された。

## 生涯

### 即位前
ゲオルギ・テルテルの祖先は明らかになっていないが、ビザンツの史料にはクマン人とブルガリア人の混血と記されている。ゲオルギにはエルテムルという名の兄弟がおり、エルテムルはデスポトの地位にあった。
1279年に農民イヴァイロが反乱によってブルガリアの帝位に就いた後、ビザンツ帝国からイヴァイロ討伐の軍隊が送られた。イヴァイロはビザンツ軍とモンゴル軍の両方を撃退するために親征に向かったが、やがてタルノヴォではイヴァイロが戦死した噂が流れ始める。タルノヴォの貴族の中心的立場にあったゲオルギ・テルテルは、ビザンツと結びつきのあるイヴァン・アセン3世をタルノヴォに迎え入れた。
1279年にイヴァン・アセン3世が即位を宣言した際、イヴァン・アセン3世はゲオルギと同盟を結んで自身の立場を強固なものにしようと試みた。ゲオルギは妻マリアと息子のテオドル・スヴェトスラフを人質としてビザンツに送り、イヴァン・アセン3世の姉妹キラ・マリアと結婚した。これにより、ゲオルギはビザンツとブルガリアの宮廷で、デスポトとしての高い地位を獲得した。

### 皇帝即位後
生存していたイヴァイロはビザンツ軍に勝利を収めてタルノヴォに戻ると、イヴァン・アセン3世はブルガリアから逃亡してビザンツの宮廷に亡命する。一方、ゲオルギ・テルテルは利己的なタルノヴォの貴族に支持され、ブルガリア皇帝に即位した。ゲオルギはイヴァイロの軍と争うが、イヴァイロの軍は疲弊して配下の農民たちは戦線から離脱し、困窮したイヴァイロはジョチ・ウルスの有力者ノガイの元に逃亡した。
イヴァイロとイヴァン・アセン3世が没落した後、ゲオルギはシチリア王国のカルロ1世、セルビア王国のステファン・ドラグティン、エピロス専制侯国と同盟し、ビザンツに対抗した。しかし、シチリアの晩祷によってシチリア王国は混乱し、1282年にシチリアとの同盟は破棄される。また、この頃ブルガリアはしばしばノガイの侵入に晒され、国土は荒廃していた。ゲオルギはセルビアに援助を求め、1284年にステファン・ウロシュ2世ミルティンの元に娘のアンナを嫁がせた。
1282年にビザンツ皇帝ミカエル8世が没してから、ゲオルギはビザンツとの交渉を再開し、人質として送った妻マリアの返還を要求した。両国の間で協定が結ばれた結果、マリアがブルガリアに帰国し、代わりに皇后だったキラ・マリアがビザンツに人質として送られた。ゲオルギは帰国したテオドル・スヴェトスラフを共同統治者に任命した。
1285年のノガイの侵入後、ゲオルギは人質としてテオドルをノガイの元に送り、娘をノガイの子チャカの元に嫁がせた。

### 亡命、晩年
1292年にゲオルギ・テルテルはノガイから圧力を受け、ビザンツに亡命した。最初ビザンツ皇帝アンドロニコス2世はモンゴルとの関係の悪化を恐れてゲオルギの受け入れを拒否し、ゲオルギはアドリアノープル（エディルネ）の近郊で受け入れを待たされていた。最終的にゲオルギはアナトリア半島に送られ、その後の10年間どのような人生を送ったかは明らかになっていない。
1301年、ブルガリア皇帝に即位したテオドル・スヴェトスラフはビザンツ軍を破り、ゲオルギの返還を要求するための人質として、13人の高官を捕獲した。
帰国したゲオルギはテオドルに対する発言力を持たなかったが、息子から与えられた町で裕福な余生を送った。イヴァノヴォ近郊の教会には、1308年（1309年）にゲオルギが没したと簡潔に記された碑文が納められている。

## 家族
ゲオルギ・テルテルはマリアという名前の2人の妻と結婚し、それぞれとの間に子供をもうけた。
- マリア
  - テオドル・スヴェトスラフ - ブルガリア皇帝（1300年 - 1322年）
  - エレナ - ブルガリア皇帝チャカの妻
- キラ・マリア - イヴァン・アセン3世の姉妹
  - アンナ - セルビア王ステファン・ウロシュ2世ミルティンの妻